# Королівська битва (2010)
Королівська битва (2010) (анґл. Royal Rumble (2010)) - це щорічне pay-per-view-шоу, яке улаштовує федерація реслінґу WWE. Шоу пройшло 31 січня 2010 року на арені «Філіпс-арена» у місті Атланта (штат Джорджія, США). Це шоу - двадцять третє щорічне PPV-шоу. Королівську битву вважають одною з «Великої четвірки» PPV-шоу WWE (разом з РестлМанією, SummerSlam'ом та Survivor Series).
Окрім самої королівської битви відбулися також 5 поєдинків у яких були розіграні 5 чемпіонських титулів: Чемпіона ECW, Чемпіона Сполучених Штатів WWE, Чемпіона WWE, Чемпіонки Дів WWE та Чемпіона світу у важкій вазі. Шоу відвідали 16697 чоловік а видивотрансяцію переглянуло 490,000 чоловік.

## Скутки
| #                                            | Скуток | Тип матчу                                          | Час   |
| -------------------------------------------- | --- | -------------------------------------------------- | ----- |
| Dark                                         | Ґейл Кім, Келлі Келлі, Ів Торрес та Близнючки Белла (Ніккі та Брі) перемогли Маріс, Кеті Лі Берчіл, Джилліан Холл, Алісію Фокс та Наталію. | Командний матч 10 Дів                              | N/A   |
| 1                                            | Крістіан (c) переміг Ізекіля Джексона (та Вільяма Ріґала)                                                                                  | Поєдинок за титул чемпіона ECW у важкій вазі       | 11:59 |
| 2                                            | Міз (c) переміг МВП | Поєдинок за титул чемпіона Сполучених Штатів WWE   | 07:30 |
| 3                                            | Шеймус (c) переміг Ренді Ортона по дискваліфікації                                                                                         | Поєдинок за титул Чемпіона WWE                     | 12:24 |
| 4                                            | Міккі Джеймс перемогла Мішель Маккул (c)                                                                                                   | Поєдинок за титул Чемпіонки Дів WWE                | 00:20 |
| 5                                            | Андертейкер (c) переміг Рея Містеріо | Поєдинок за титул Чемпіона світу у важкій вазі WWE | 11:07 |
| 6                                            | Едж | Королівська битва                                  | 49:24 |
| (c) — володар титулу перед початком поєдинку | |                                                    |       |